# Joannes Olavi Korling
Joannes Olavi Korling (även Koræus eller Kåhre), född 1608 i Lönsås socken, död  2 oktober 1672 i Ljungs socken, han var en svensk kyrkoherde i Ljungs församling. 

## Biografi
Joannes Olavi Korling föddes 1608 på Kårstad i Lönsås socken. Han prästvigdes 16 december 1625 och blev 19 augusti 1637 komminister i Flistads församling, tillträdde 1638. Korling blev 1654 kyrkoherde i Ljungs församling. Han avled 2 oktober 1672 i Ljungs socken.

### Familj
Korling gifte sig med Sophia Christiana Frost (död 1694). Hon var dotter till majoren Christian Frost och Elisabeth Frankelin. De fick tillsammans barnen Fredrik, Axel, Nathanael, Sigrid och Constantia Regina.